# Thommo Reachea III
Thommo Reachea III (Ang Tham; tiếng Việt: Nặc Ông Thâm 匿螉深) (1690-1747) là vua Chân Lạp các giai đoạn 1702-1704, 1707-1714, 1736-1747. Tên húy là Ang Tham. Hiệu là "Sri Dharmaraja III" và sau đó là "Chey Chettha VI".

## Tiểu sử
Ang Tham là con trai của vua Chey Chettha IV. Ang Tham là chính vương, cùng cai trị Chân Lạp với người bà con phó vương Ang Em (Ông Yêm).
Năm 1708, Ang Tham (Nặc Ông Thâm) phải cầu viện quân Xiêm La để chống lại cuộc đảo chính của Ang Em (Nặc Ông Yêm). Ang Em thua chạy sang Gia Đinh cầu xin hỗ trợ của chúa Nguyễn.
Chúa Nguyễn sai quan cai cơ là Nguyễn Cửu Vân sang đánh Ang Tham. Nguyễn Cửu Vân sang phá được quân Xiêm La; đem Ang Em về thành La Bích. Từ đó Ang Tham ở Xiêm La cứ thỉnh thoảng đem quân về đánh Ang Em.

Sách Việt Nam sử lược chép:
Năm Giáp Ngọ (1714), quân của Nặc Ông Thâm đến lấy thành La Bích và vây đánh Nặc Ông Yêm nguy cấp lắm. Ông Yêm sai người sang Gia Định cầu cứu. Quan đô đốc Phiên Trấn (Gia Định) là Trần Thượng Xuyên và quan phó tướng Trấn Biên (Biên Hòa) là Nguyễn Cửu Phú phát binh sang đánh, vây Nặc Ông Thu và Nặc Ông Thâm ở trong thành La Bích. Nặc Ông Thu và Nặc Ông Thâm sợ hãi, bỏ thành chạy sang Tiêm la (Xiêm). Bọn ông Trần Thượng Xuyên lập Nặc Ông Yêm lên làm vua Chân Lạp...…
Năm 1715, Trần Thượng Xuyên lập Nặc Ông Yêm lên làm vua Chân Lạp.
Tháng 2 năm 1715, Nặc Thâm dẫn quân Xiêm đến cướp Hà Tiên. Bấy giờ Hà Tiên không có phòng bị. Quân Xiêm thình lình tới, Tổng binh là Mạc Cửu chống không được, chạy giữ đất Luống Cày. Nặc Thâm cướp hết của cải đem đi. Mạc Cửu về Hà Tiên, đắp thành đất, đặt xích hậu xa để làm kế phòng thủ.
Năm 1748, Nguyễn Hữu Doãn đi đánh Chân Lạp. Trước là Nặc Tha (con Nặc Yêm) nước Chân Lạp lên ngôi vua. Nặc Thâm từ nước Xiêm về, Nặc Tha không chịu nhận. Nặc Thâm cử binh đánh. Nặc Tha chạy sang Gia Định. Nặc Thâm liền chiếm lấy đất. Đến khi Nặc Thâm chết, con là Đôn, Hiên, Yếm (tên ba người) tranh nhau làm vua. Bề tôi là Sô Liên Tốc nhân nổi lên cướp phá Mỹ Tho. Hữu Doãn đem quân tiến đánh, Sô Liên Tốc thua to. Hữu Doãn đốt hết chiến thuyền, thừa thắng đến thẳng Nam Vang. Đôn, Hiên và Yếm đều trốn chạy. Hữu Doãn báo tin thắng trận.

## Gia đình
1. Năm 1706 lấy Jaya Kshatriyi và có
  - Hoàng tử Ang Em (Ông Yếm, khác với Ang Em là Ông Yêm), sau làm vua xưng là Thommo Reachea IV.
  - Hoàng tử Ang Snguon (Ông Nguyên), sau làm vua xưng là Chey Chettha VII.
2. Năm 1738 lấy chị họ là công chúa Ek Kshatriyi và có
  - Hoàng tử Ang Chan (Ông Chân) (1707-1743) (có hai con là Ang Tong (trùng tên với Ang Tong) và Ang At).
3. Lấy Mam Rat và có
  - Hoàng Tử Ang Hing (Ông Hiên) sinh năm 1731, giết anh trai Thommo Reachea IV, bản thân lại bị giết bởi Ang Tong.
  - Hoàng tử Ang Duong bị ám sát năm 1769. Là cha của hoàng tử Ang Thnoam (sinh năm 1755 bị xử tử năm 1777).